# Le Négociateur (série télévisée, 2005)
Pour les articles homonymes, voir Négociateur.
Le Négociateur est une série télévisée policière québécoise en 24 épisodes de 45 minutes scénarisée par Danielle Dansereau et diffusée entre le 17 janvier 2005 et le 28 mars 2008 sur le réseau TVA,.
L'action se déroulant dans les années 1970 à Montréal au Québec. Elle est inspirée des faits vécus par Claude Poirier, réécrits par la scénariste Danielle Dansereau.

## Synopsis
En 1970 à Montréal, un homme nommé Michel-André Cloutier est présent lors d'un meurtre et contacte la station de radio CJKM pour reporter rapidement la nouvelle. À la suite de cet appel, il se présente à la station CJKM pour rencontrer le directeur et faire valoir ses talents de reporter de crimes. Il obtient un poste non rémunéré et couvre l'évasion d'un bandit surnommé Le Chat. Voyant les reportages qu'il diffuse, des criminels désirent se confier à lui. Michel-André Cloutier devient le négociateur.

### Les saisons
La série s'est échelonnée sur trois saisons :
- 1re : Un des plus grands meurtriers, Johnny Charland surnommé Le Chat et sa bande, sont recherchés par la police. Il mourra très tôt mais son lieutenant Le Kid prend la relève.

- 2e : Les Italiens sont liés à des crimes et des vols pour la mafia. Mac diffuse une nouvelle qui lui attirera des ennuis.

- 3e : Un avocat a été assassiné. La police accuse un noir d'être le responsable du meurtre. Rapidement, des indices vont amener Mac à découvrir que ce meurtre serai lié à une sombre secte qui a plusieurs personnes très puissantes comme membres. Toutefois, certains de ces indices pointent en direction de plusieurs agents de la Sureté du Québec, dont plusieurs sont des proches de Saint-Louis. Rapidement, Mac sera la cible de plusieurs personnes. Malheureusement, cette affaire amènera la mort d'un proche de Mac…

## Distribution

### Acteur principal
- Frédérick De Grandpré : Michel-André « Mac » Cloutier

### La Famille
- Serge Thériault : Lucien Cloutier, père de Mac
- Pauline Martin : Florence, mère de Mac
- Stéphanie Lapointe : Colette Cloutier, sœur de Mac

### Le Travail
- Pierre Curzi : Maurice Martel, patron de Mac
- Marc Béland : Gilbert Hébert, rival de Mac
- Roc LaFortune : Sylvio St-Louis, chef policier
- Jacques Lussier : JP Lebel, sergent et policier

### L'Entourage
- Julien Poulin : Hector Dupuis, ami de Mac
- Isabelle Guérard : Jeanne Guindon, infirmière
- Ève Duranceau : Lili Dupuis, fille de Hector Dupuis
- Bénédicte Décary : Evelyne Madore, amie de Mac

### Les Criminels
- Sylvain Marcel : Léo Piché, chef du clan Piché
- Éric Lapointe : Le Chat, inspiré de Richard Blass (criminel recherché)
- Réal Bossé : Le Kid, bras droit du chat

## Fiche technique
- Auteur-scénariste : Danielle Dansereau
- Réalisation : Bernard Nadeau
- Producteurs : Vincent Gabriele et Sophie Deschênes
- Productrice déléguée : Nicole Hilareguy
- Société de production : Sovimage

## Épisodes

### Première saison (2005)
1. Le Baptême du feu (1re partie)
2. Le Baptême du feu (2e partie)
3. La Station-service
4. Pigeon-Vole
5. La Vie en rose
6. Les Mal-aimés (1re partie)
7. Les Mal-aimés (2e partie)
8. Un vent de liberté

### Deuxième saison (2006)
1. Profanations
2. In Memoriam
3. La Petite Victoire
4. Dans la guerre des clans
5. Zita
6. No man's land
7. Affronter son destin
8. Dernier combat

### Troisième saison (2008)
1. Punir
2. Mystère Maudit / Mister Moody
3. Nettoyage à sec
4. Protéger
5. Au pays sans chapeau
6. De passage
7. Les Intouchables (1re partie)
8. Les Intouchables (2e partie)

## Récompenses
Prix Gémeaux 2005
- Meilleur texte pour une série dramatique
- Meilleur rôle de soutien masculin dans une série dramatique : Stéphane Breton

Prix Gémeaux 2007
- Meilleur premier rôle féminin dans une série dramatique : Louise Forestier
- Meilleur rôle de soutien féminin dans une série dramatique : Angèle Coutu
- Meilleure direction photo pour une dramatique